# Свитлодарск
Свитлодарск (на украински: Світлодарськ) е град в Донецка област, Украйна. Населението на града към 2013 година е 12 164 души. 75% от жителите говорят руски, 24,6% – украински, а останалите – беларуски и арменски.

## География
Светлодарск е разположен в североизточната част на Донецка област, в района на Донецкия хребет, близо до големия железопътен възел Дебалцево. Влиза в Горловско-Енакиевската агломерация. Най-близките градове са:
- Углегорск (14 km);
- Дебалцево (18 km);
- Горловка (19 km);

селища:
- Луганское (2 km);
- Мироновский (5 km);
- Голмовский (11 km);

села:
- Троицкое (15 km).
- Покровское (23 km).
- Илинка (24 km).

Разстоянието до областния център (Донецк) е 79,5 km; до столицата Киев – 738,6 km.
Местността е степна; климатът – умерено-континентален. Височината над морското равнище е около 200 m.
Близо до населеното масто се намира Углегорското водохранилище и протича река Луган.
1. ↑  atu.gki.com.ua